# Saint-Léonard (Marne)
Saint-Léonard é uma comuna francesa na região administrativa de Grande Leste, no departamento de Marne. Estende-se por uma área de 3,04 km². Em 2010 a comuna tinha 107 habitantes (densidade: 35,2 hab./km²).